# 克拉姆-葛拉斯宫

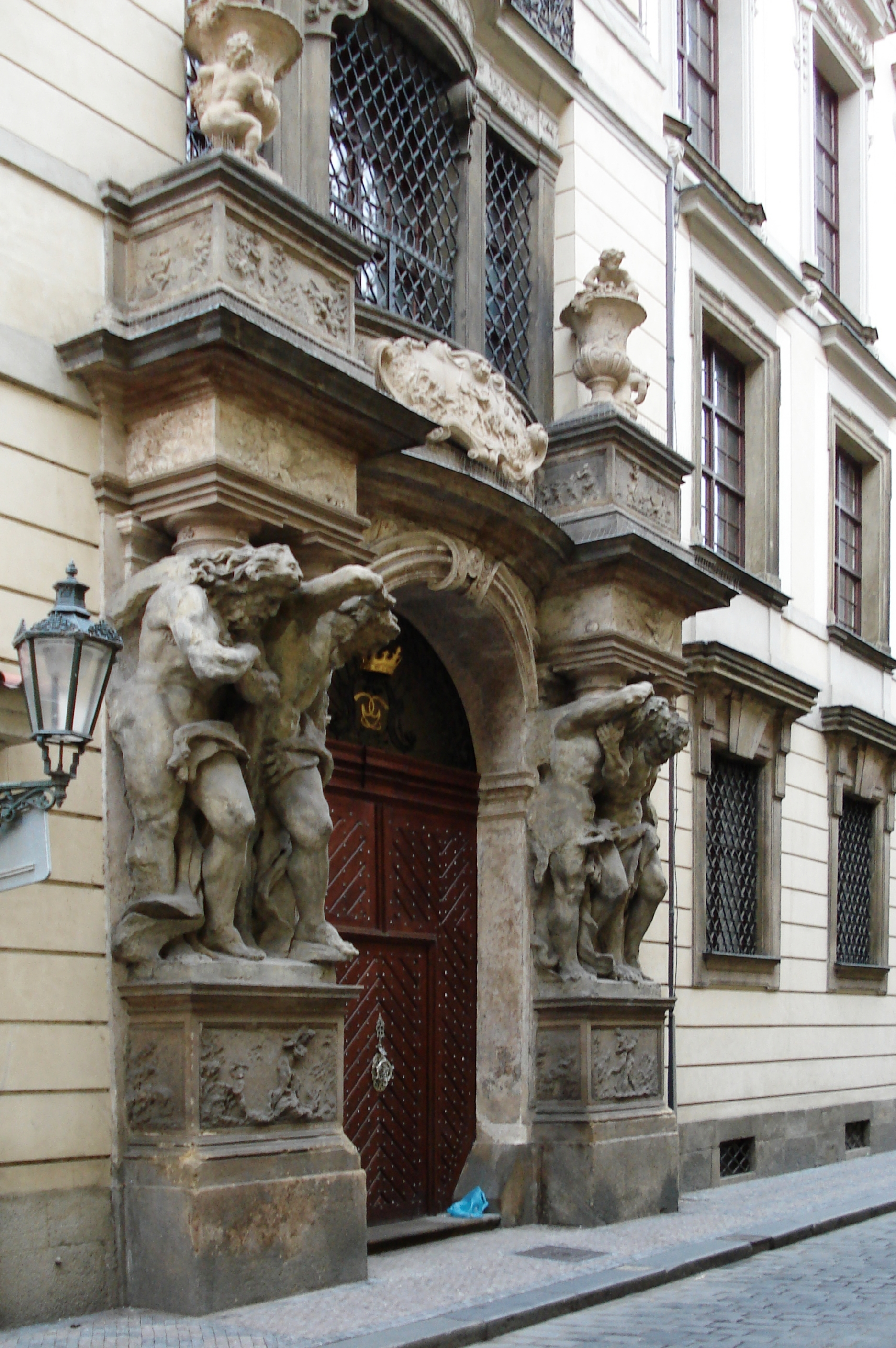
立面的雕塑

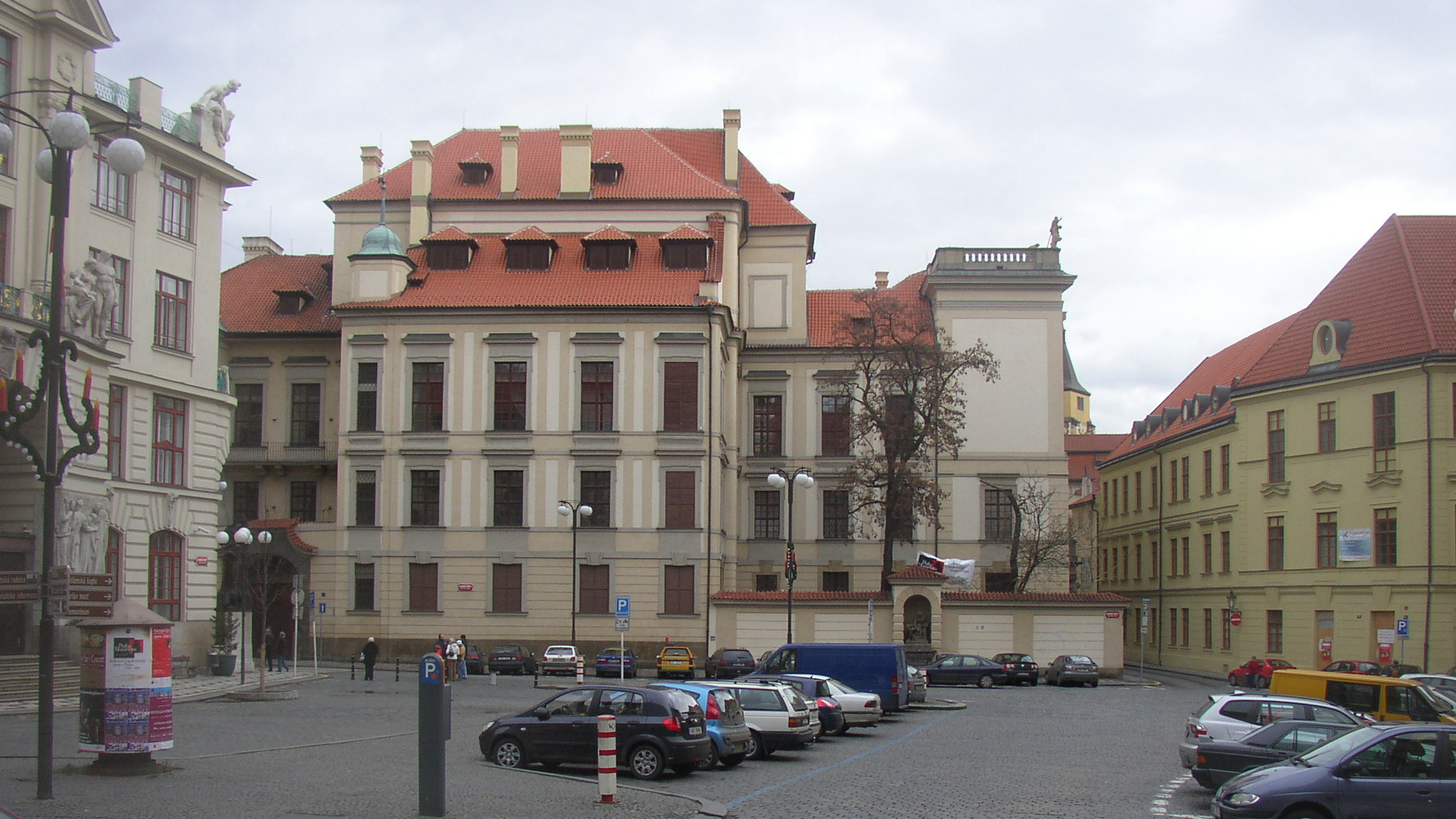
圣母广场

克拉姆-葛拉斯宫（Clam-Gallasův palác）是布拉格老城一座重要的巴洛克风格的贵族府邸，位于胡斯街（Husově ulici）20号，位于布拉格市中心的皇家之路上。现在作为布拉格市档案馆使用。此外，还举办各种文化活动，音乐会，展览、会议。目前的建筑建于1713年，由奥地利外交官葛拉斯伯爵兴建，聘用了欧洲最好的巴洛克建筑师约翰·伯恩哈德·菲舍尔。立面的雕塑出自布劳恩之手。 
克拉姆-葛拉斯宫的北面是著名的特雷莎喷泉（kašna Terezka）。

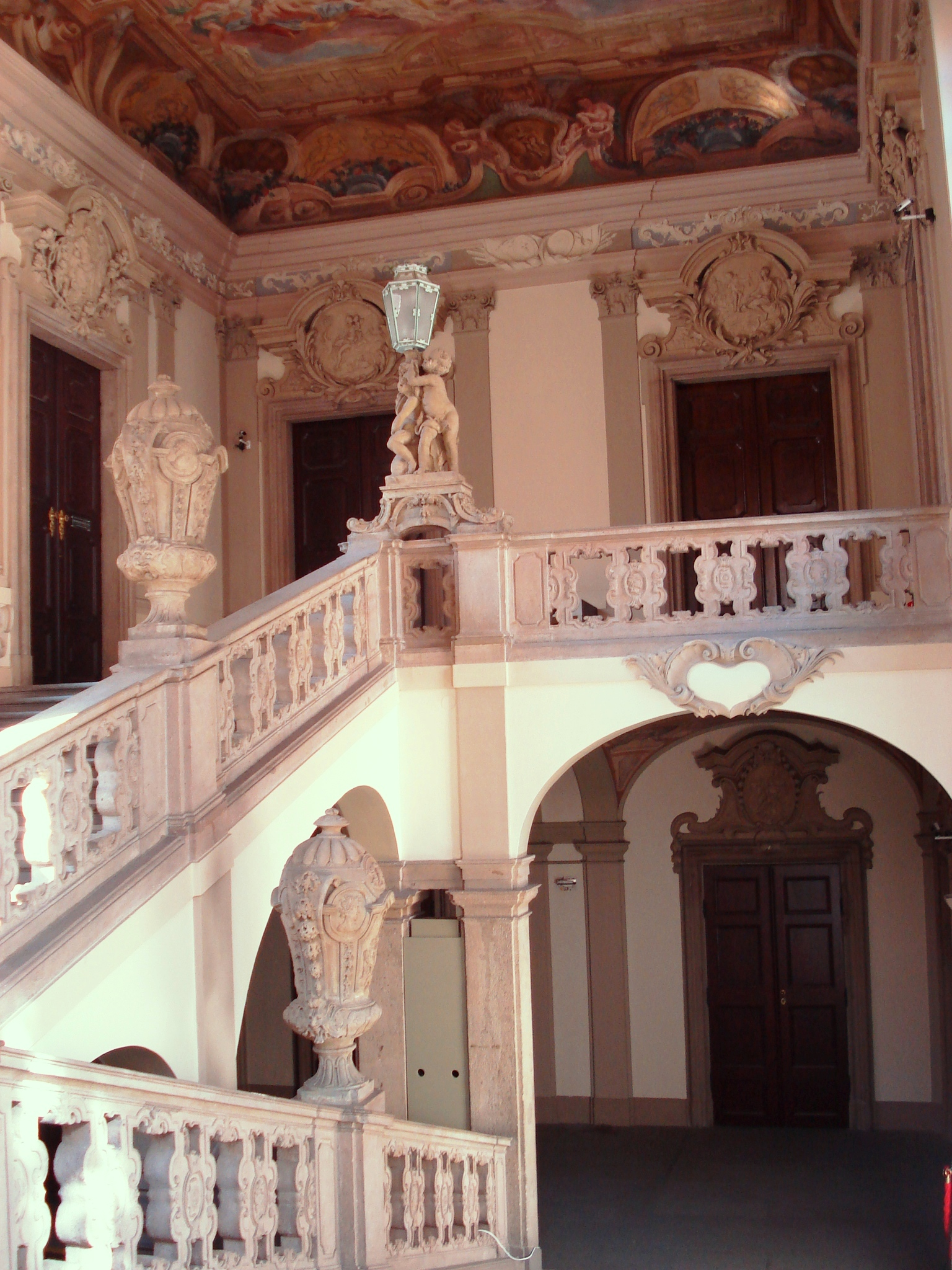
楼梯
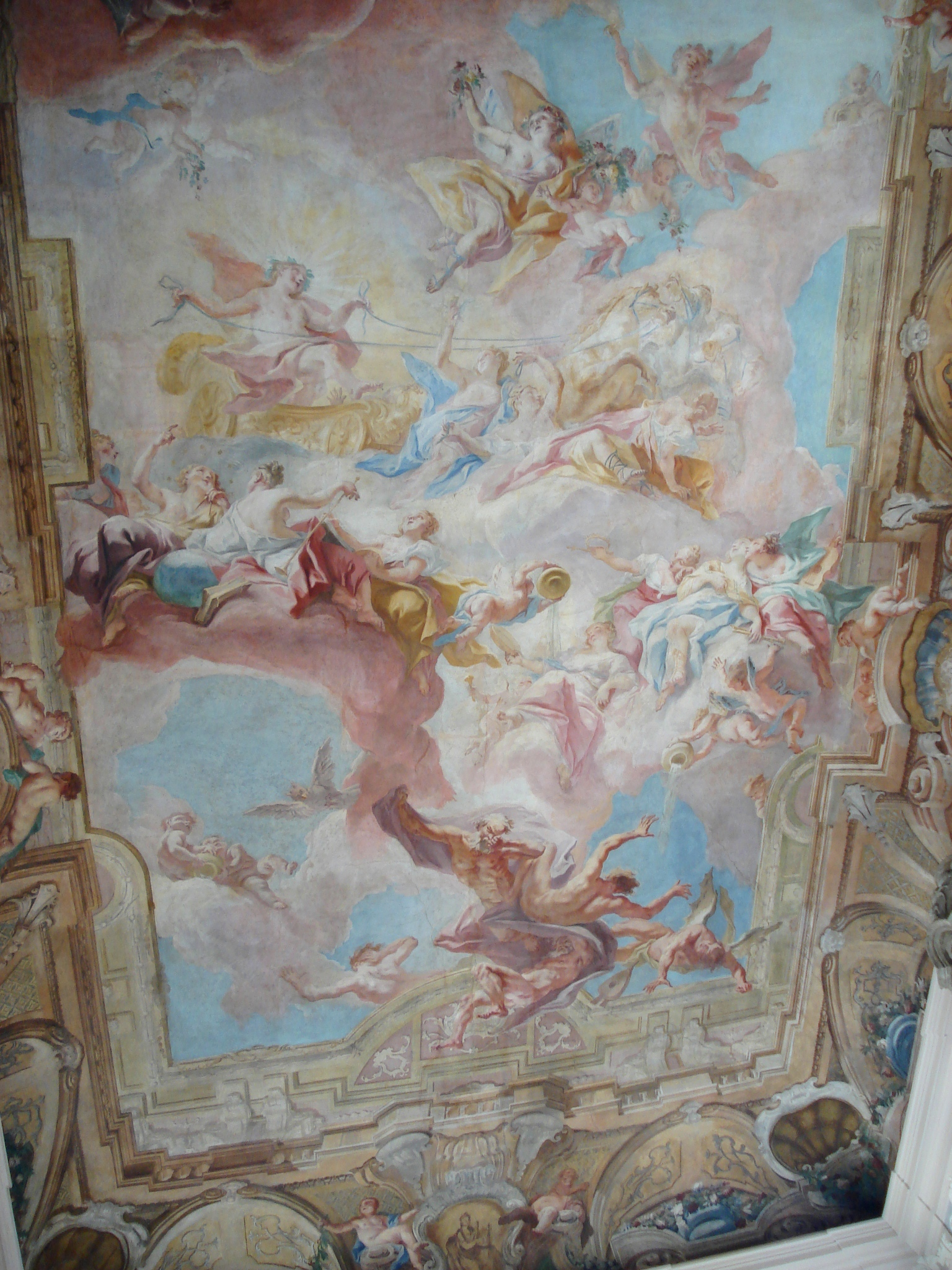
天顶画
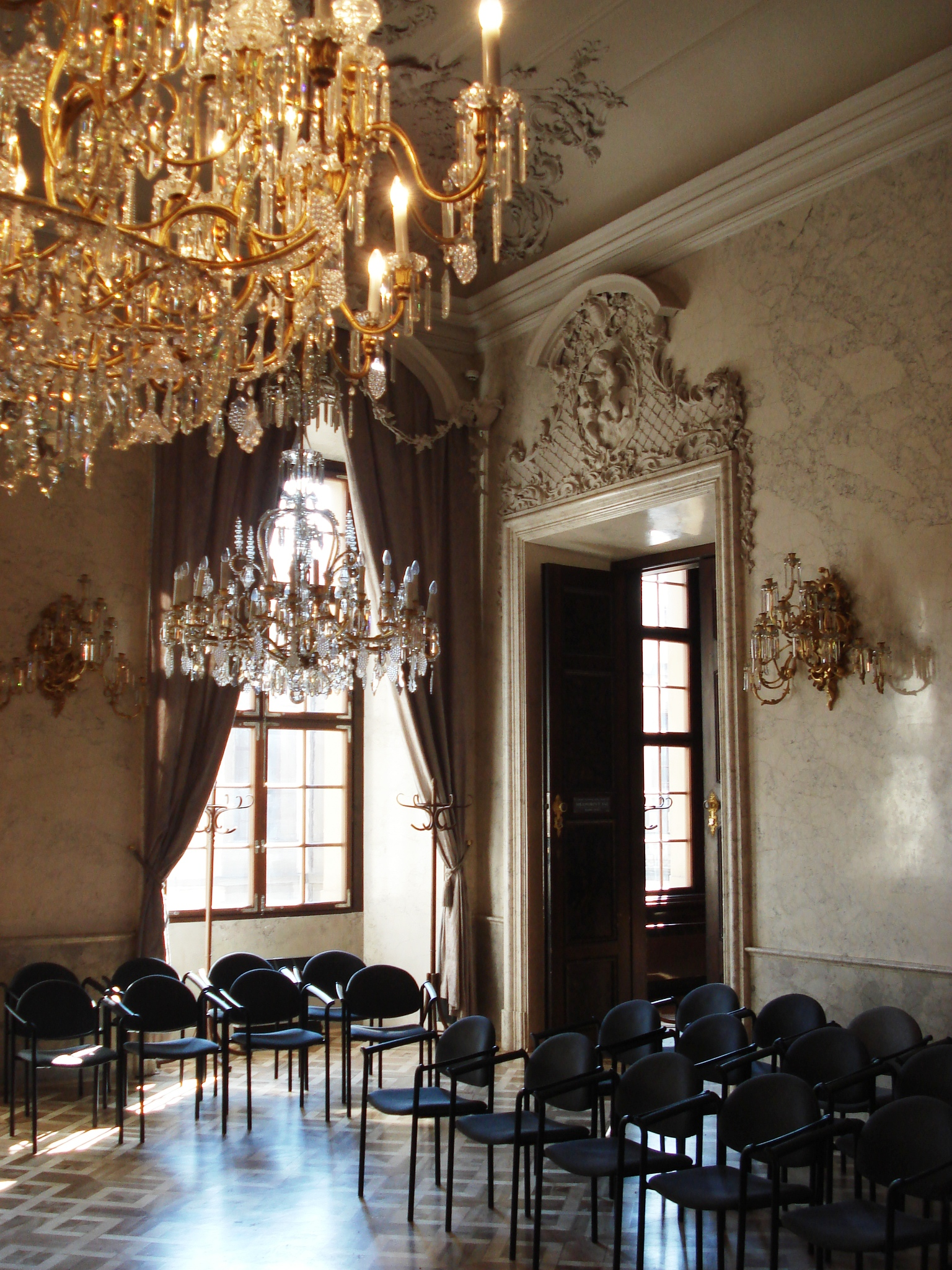
大理石休息室
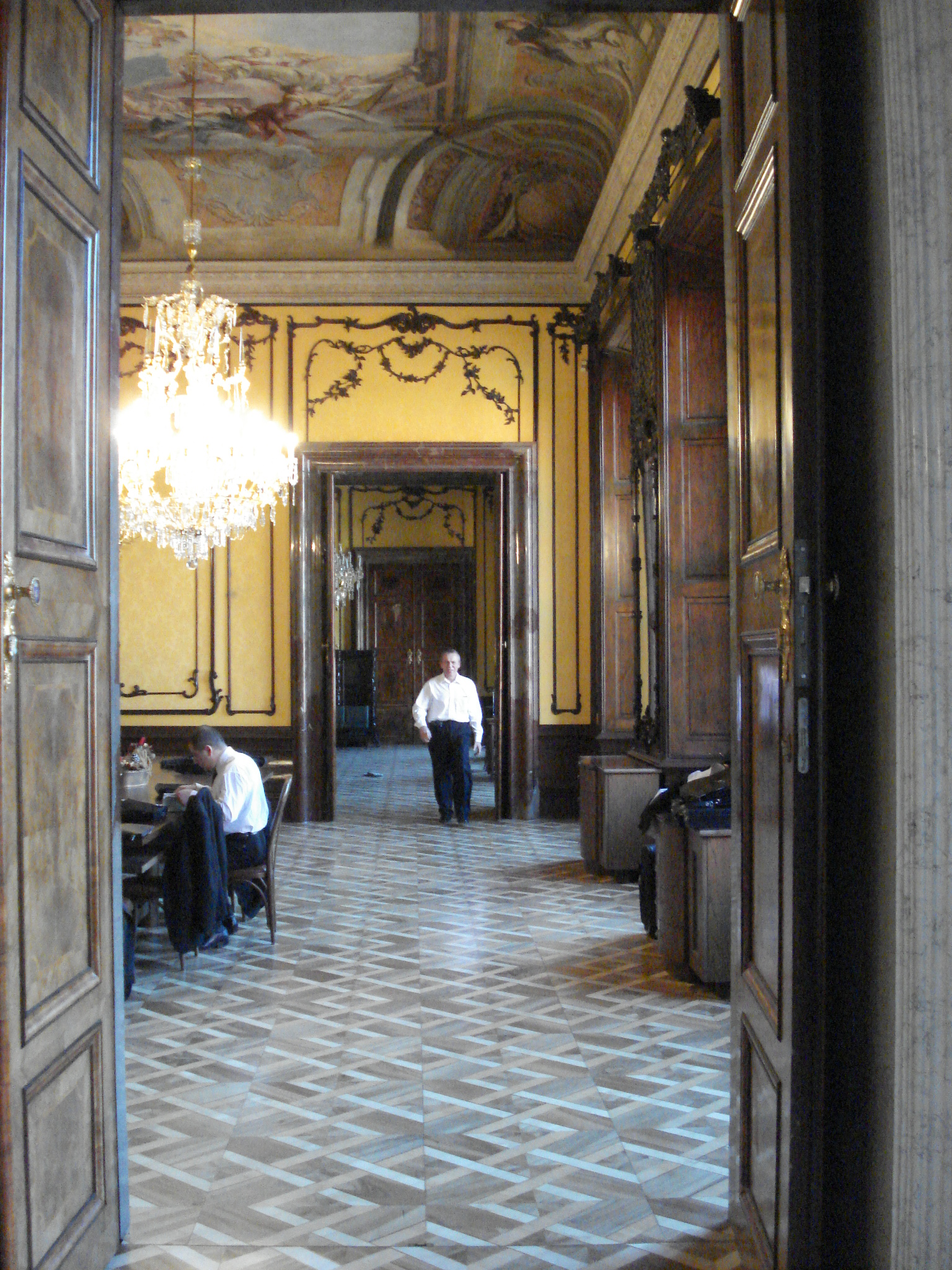
套房